# والرشتاین (بایرن)
والرشتاین (به آلمانی: Wallerstein) یک شهر در آلمان است که در دناو-ریس واقع شده‌است.